# NR-23 (機関砲)
NR-23（ロシア語: НР-23）は、ソビエト連邦とワルシャワ条約機構軍で広く使用されていた航空機関砲である。名称のНРは、設計者のA・E・ヌデリマーンとA・A・リーフテルの頭文字による。

## 概要
コヴロフの第2工場やクーイブィシェフの第525工場で1948年-1956年にかけて製造された。また、中国でも中国北方工業公司がライセンス生産を行った。
MiG-15戦闘機やIl-28 ビーグル爆撃機など多くのソビエト連邦製軍用機に搭載された。また、サリュート3号に搭載され、世界で初めて宇宙空間での射撃を行った。

## 参考
- Koll, Christian (2009). Soviet Cannon - A Comprehensive Study of Soviet Arms and Ammunition in Calibres 12.7mm to 57mm. Austria: Koll. p. 136. ISBN 978-3-200-01445-9